# Gomphandra velutina
Gomphandra velutina är en järneksväxtart som beskrevs av Herman Otto Sleumer. Gomphandra velutina ingår i släktet Gomphandra och familjen Stemonuraceae. Inga underarter finns listade i Catalogue of Life.